# Zozym (Wierchowski)
Zozym, imię świeckie Zacharija Wasiljewicz (Bogdanowicz) Wierchowski (ur. 13 marca?/24 marca 1768 w Bułowicy, zm. 24 października 1833 w Pustelni Zozyma, Trójcy Świętej i Smoleńskiej Ikony Matki Bożej "Hodegetria" w powiecie wieriejskim guberni moskiewskiej) – rosyjski mnich prawosławny, święty mnich.

## Życiorys
Pochodził z rodziny szlacheckiej o polskich korzeniach. Jego przodek przeszedł na prawosławie w 1654 i równocześnie na służbę carowi rosyjskiemu po zdobyciu Smoleńska przez Rosjan. Ojciec przyszłego mnicha służył w stopniu pułkownika w pułku szlachty smoleńskiej. Matka, Anna Maniewska, również pochodziła z rodziny szlacheckiej. Zacharija Wierchowski był najmłodszym z dziewięciorga dzieci (miał dwóch braci i sześć sióstr). Wykształcenie podstawowe uzyskał w domu rodzinnym. Następnie razem z braćmi wstąpił do Prieobrażeńskiego Pułku Lejbgwardii. Służbę wojskową zakończył po 1786, po wizycie w Monasterze Płoszczańskim i spotkaniu ze starcem Adrianem, które zrobiło na nim ogromne wrażenie. Latem 1789 był już posłusznikiem w Monasterze Koniewskim, gdzie wypiekał prosfory i był sługą cerkiewnym. Przed 1792 złożył wieczyste śluby mnisze przed starcem Adrianem, przyjmując imię zakonne Zozym na cześć świętego mnicha Zozyma Sołowieckiego. Prowadził surowe życie zakonne pod kierunkiem starców Adriana i Bazyliszka. W 1799, gdy Adrian zrezygnował z kierowania monasterem, razem z Bazyliszkiem wyjechał z Koniewca. Mnisi bez powodzenia próbowali przenieść się na Athos, ostatecznie porzucili ten zamiar i postanowili utworzyć nowy skit. Przez pewien czas mieszkali w Ławrze Pieczerskiej, następnie podróżowali na Krym, Kaukaz Północny, do Taganrogu, Astrachania, Kazania i na Ural. Za zgodą arcybiskupa tobolskiego i syberyjskiego Warłaama osiedlili się w 1800 na terytorium kierowanej przez niego administratury. Przeżyli dwadzieścia lat w osobnych celach, spotykając się i rozmawiając jedynie w soboty, niedziele i święta. Dopiero po tym czasie zaczęli przyjmować w swoich pustelniach osoby świeckie. Ok. 1820 pod kierunkiem Zozyma i Bazyliszka zaczęła powstawać żeńska wspólnota zakonna w Sidorowce, przeniesiona następnie do Turińska, do zabudowań zlikwidowanego wcześniej klasztoru męskiego. Zozym nadal opiekował się mniszkami, opracował ustrój wewnętrzny monasteru oparty na regule św. Bazylego Wielkiego. W 1823 udał się do Petersburga, by uzyskać w Świątobliwym Synodzie Rządzącym akceptację dla opracowanej reguły.
W założonym przez Zozyma monasterze doszło do konfliktu wewnętrznego, w rezultacie którego dwie mniszki złożyły na mnicha skargę, oskarżając go o ukrytą przynależność do staroobrzędowców, marnotrawienie funduszy monasterskich i złe traktowanie mieszkanek klasztoru. Synod uznał te twierdzenia za wiarygodne i nakazał mnichowi opuszczenie wspólnoty. Zozym przybył do Moskwy  za zgodą metropolity moskiewskiego Filareta, który nie wierzył w jego winę, zamieszkał w Monasterze Czudowskim. Wkrótce dołączyły do niego mniszki z Turińska, które również popierały go w zaistniałym wcześniej sporze. W 1826 dzięki darowi M. Bachmietjewej i za zgodą metropolity Filareta mnich Zozym otworzył kolejny monaster żeński, którego patronką została Smoleńska Ikona Matki Bożej. Sam zamieszkał w jego okolicy w pustelni; pięć dni w tygodni zachowywał ścisłe milczenie, uczestniczył w monasterskich nabożeństwach jedynie w soboty i niedziele. W tym czasie złożył śluby mnisze wielkiej schimy. Zmarł w 1833 i został pochowany na terenie monasteru, nad jego grobem wzniesiono następnie cerkiew Trójcy Świętej.
Informacje o życiu Zozyma pochodzą z życiorysu spisanego przez jego bratanicę ihumenię Wierę (Wierchowską), jego duchową uczennicę i pierwszą przełożoną otwartej przez niego pustelni.

## Kult
Nieformalny kult mnicha Zozyma pojawił się natychmiast po jego śmierci. W latach 80. XIX w. ogłoszono odsłonięcie jego nierozłożonego ciała. Szczątki duchownego nadal znajdowały się w sarkofagu w cerkwi Trójcy Świętej w monasterze. Zostały z niego wyniesione przed 1930, gdyż w latach 30. XX wieku władze radzieckie zmieniły świątynię w klub. Poszukiwania relikwii po reaktywowaniu wspólnoty w 1999 nie dały rezultatów. Kultem otoczone było również źródełko na miejscu dawnej pustelni Zozyma.
Kanonizowany w 1999 jako święty czczony lokalnie (w eparchii moskiewskiej) w 1999, w 2004 razem z mnichem Bazyliszkiem został zaliczony do świętych mnichów czczonych w całym Rosyjskim Kościele Prawosławnym. Szczególny wymiar ma jego kult w eparchiach moskiewskiej i briańskiej, gdzie zaliczono go do soborów świętych związanych z danym regionem.

## W literaturze
Zozym był jednym z pierwowzorów postaci starca o tym samym imieniu, bohatera powieści Fiodora Dostojewskiego Bracia Karamazow (w polskim przekładzie występuje pod oryginalnym cerkiewnosłowiańskim imieniem Zosima).